# アヌシー
アヌシー（Annecy）は、フランスの東部、アヌシー湖湖岸に位置するオーヴェルニュ＝ローヌ＝アルプ地域圏の都市である。オート＝サヴォワ県の県庁所在地。人口は124,401人（2014年）。標高は448メートル。

## 概要
ジュネーヴとシャンベリの間に位置するアヌシーは10世紀から19世紀にかけて、この両都市の帰趨に大きく影響された。アヌシーははじめジュネーヴの領地の一部であったが、1401年にサヴォイア家の所有に帰した。宗教改革期においては、アヌシーも対抗宗教改革派の拠点となった。フランス革命のあとジュネーヴがフランス領に編入されると、アヌシーはジュネーヴを県庁所在地とするモン・ブラン県の一部となった。フランス革命ののち、一旦はサヴォイア公国の領土とされたアヌシーは、1860年再びフランス領に編入され、オート＝サヴォワ県が設置された。

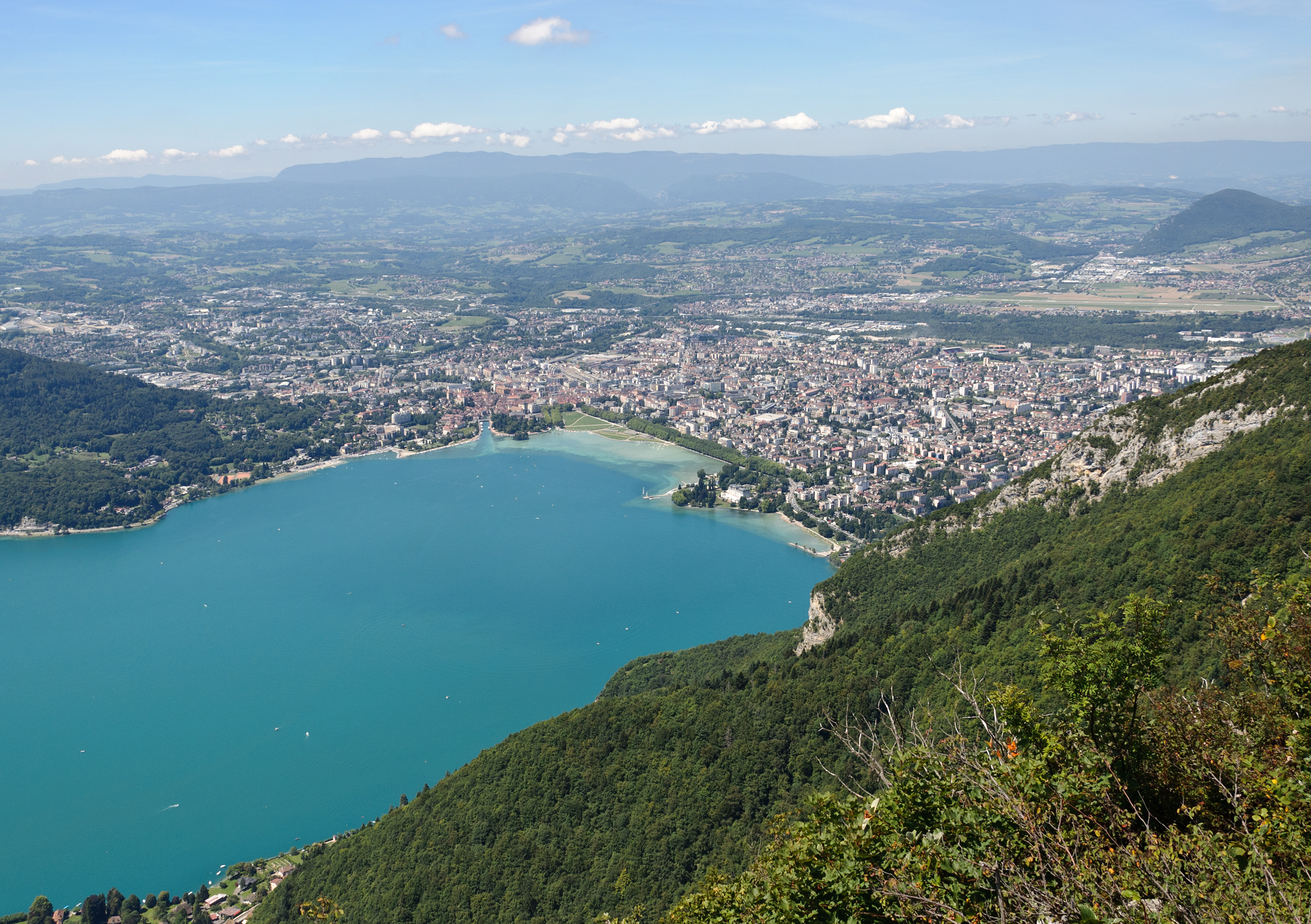
アヌシー湖に臨む

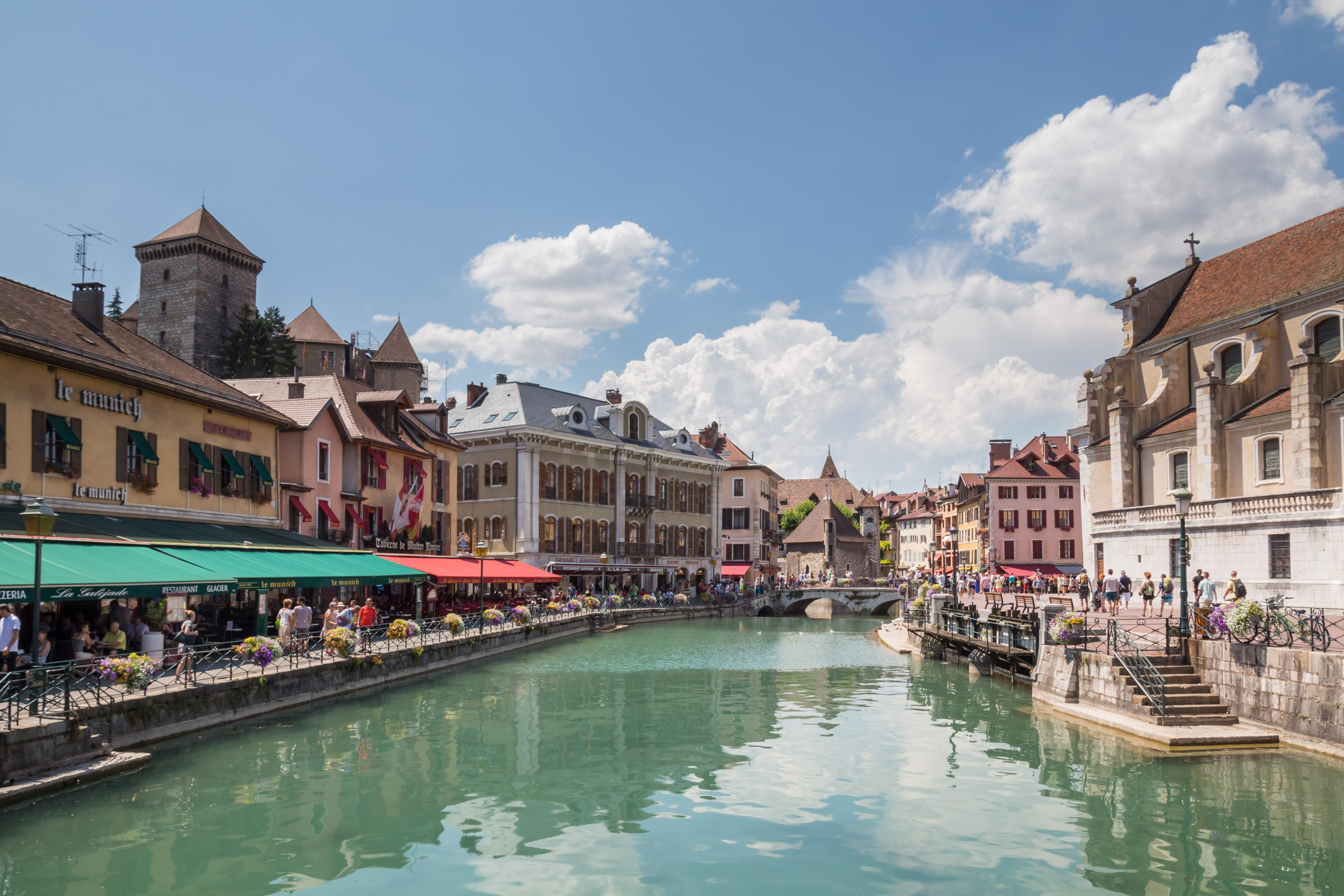
アルプスのベニスと言われる

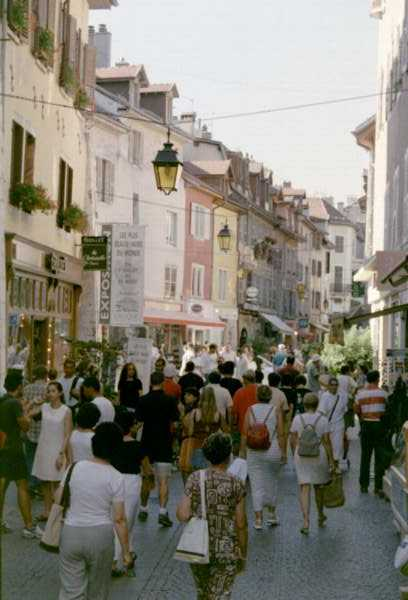
市内

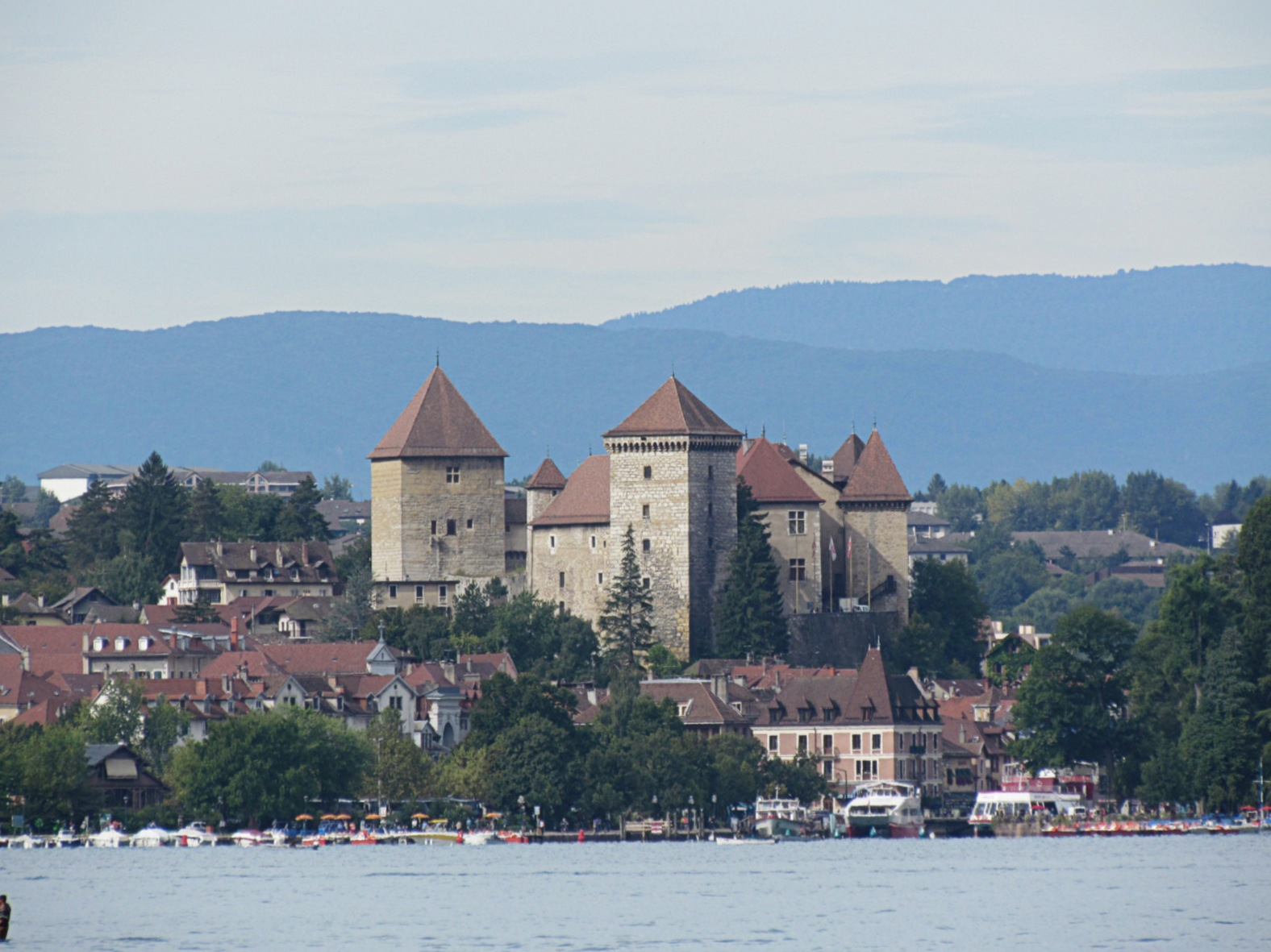
アヌシー城

## 文化
毎年6月にアヌシー国際アニメーション映画祭が開催される。

## スポーツ
アヌシーは2018年冬季オリンピックの開催地に立候補したが、投票で韓国の平昌に敗れた。

## 出身者
- フランシスコ・サレジオ - カトリック教会と聖公会の聖人。アヌシー近郊・トラン＝グリエール（フランス語版）のサール城（フランス語版）で出生
- マルク・ヴェラ（フランス語版） - フランス料理人 / ミシュランで3回、ゴー・ミヨで2回最高評価をとった。
- アンドレ・デュソリエ - 俳優
- クリストフ・ルメートル - 陸上競技選手 / コーカソイドとして初めて100m・10秒の壁を突破した。
- ジャニー・ロンゴ - 自転車競技選手
- ヴァネッサ・グスメロリ - フィギュアスケート選手
- ヤニック・ポンセロ - フィギュアスケート選手
- ナデジュ・ボビリエ - フィギュアスケート選手
- キム・ルシーヌ - フィギュアスケート選手
- ジェレミー・パンクラス - フリースタイルスキー選手

## 姉妹都市
- ヴィチェンツァ、イタリア
- チェルトナム、イギリス
- バイロイト、ドイツ
- リプトフスキー・ミクラーシュ、スロバキア